# Salento (ort)
Salento är en ort i Colombia.   Den ligger i departementet Quindío, i den centrala delen av landet, 160 km väster om huvudstaden Bogotá. Salento ligger 1 995 meter över havet och antalet invånare är 4 135.
Terrängen runt Salento är kuperad åt nordväst, men åt sydost är den bergig. Terrängen runt Salento sluttar västerut. Runt Salento är det ganska glesbefolkat, med 23 invånare per kvadratkilometer. Närmaste större samhälle är Armenia, 16,8 km sydväst om Salento. Omgivningarna runt Salento är en mosaik av jordbruksmark och naturlig växtlighet.